# 1956年の日本公開映画
- 映画 > 映画の一覧 > 年度別日本公開映画 > 1956年の日本公開映画
- 映画 > 1956年の映画 > 1956年の日本公開映画

1956年の日本公開映画（1956ねんのにほんこうかいえいが）では、1956年（昭和31年）1月1日から同年12月31日までに日本で商業公開された映画の一覧を記載。作品名の右の丸括弧内は製作国を示す。
記載の凡例については年度別日本公開映画#凡例を参照

## 作品一覧

### 1月
- 3日
  - お転婆三人姉妹 踊る太陽 ( 日本)
  - ジャズ・オン・パレード 1956年 裏町のお転婆娘 ( 日本)
  - ただひとりの人 ( 日本)
- 8日
  - 黒田騒動 ( 日本)
- 14日
  - シャロンの屠殺者 ( アメリカ合衆国)[1]
- 15日
  - 赤穂浪士 天の巻 地の巻 ( 日本)
- 21日
  - その顔をかせ ( フランス)
- 29日
  - 宇宙人東京に現わる ( 日本)

### 2月
- 1日
  - 恋愛準決勝戦 ( アメリカ合衆国)
- 3日
  - トロイのヘレン ( アメリカ合衆国/ イタリア/ フランス)
- 5日
  - 幸福はあの星の下に ( 日本)
  - ますらを派出夫会 ( 日本)
- 8日
  - ハリーの災難 ( アメリカ合衆国
- 25日
  - 去り行く男 ( アメリカ合衆国)
  - 神阪四郎の犯罪 ( 日本)
- 26日
  - 暗黒街 ( 日本)
  - 征服者 ( アメリカ合衆国)

### 3月
- 13日
  - デンヴァーの狼 ( アメリカ合衆国)
- 15日
  - 続源義経 ( 日本)
- 18日
  - 赤線地帯 ( 日本)
- 22日
  - 雪崩 ( 日本)

### 4月
- 1日
  - 世紀の怪物/タランチュラの襲撃 ( アメリカ合衆国)[2]
  - わが青春のマリアンヌ ( フランス /  ドイツ)
- 3日
  - 雨のランチプール ( アメリカ合衆国)
- 11日
  - 吸血蛾 ( 日本)
  - 漫才長屋に春が来た ( 日本)
- 18日
  - 理由なき反抗 ( アメリカ合衆国)
- 22日
  - 夜の騎士道 ( フランス /  イタリア)
- 23日
  - 残菊物語 ( 日本)
- 30日
  - 最後の銃撃 ( アメリカ合衆国)

### 5月
- 3日
  - 愛情物語( アメリカ合衆国)
  - 父子鷹( 日本)
  - 画家とモデル( アメリカ合衆国)
- 5日
  - 烙印なき男( アメリカ合衆国)
- 8日
  - 殴られる男( アメリカ合衆国)
- 17日
  - 恋すがた狐御殿 ( 日本)
  - 太陽の季節 ( 日本)
- 18日
  - 検事とその妹 ( 日本)
- 29日
  - 脱獄囚( アメリカ合衆国)

### 6月
- 14日
  - ドラムと恋と夢 ( 日本)
  - 火の鳥 ( 日本)
- 21日
  - 権三と助十 かごや太平記 ( 日本)
- 30日
  - アレキサンダー大王 ( アメリカ合衆国/ スペイン)

### 7月
- 1日
  - 回転木馬 ( アメリカ合衆国)
- 5日
  - 鬼火 ( 日本)
  - 女真珠王の復讐 ( 日本)
- 12日
  - 狂った果実 ( 日本)
  - 四谷怪談 ( 日本)
- 19日
  - 怪猫五十三次 ( 日本)[3]
- 20日
  - 灰色の服を着た男 ( アメリカ合衆国
- 24日
  - 口紅殺人事件 ( アメリカ合衆国)
- 25日
  - 誘拐 ( アメリカ合衆国)
- 26日
  - 青い戦慄 ( アメリカ合衆国)
  - 知りすぎていた男 ( アメリカ合衆国)
- 31日
  - 侵略者 ( イタリア)

### 8月
- 1日
  - 恋すれど恋すれど物語 ( 日本)
  - 五十年目の浮気 ( 日本)
- 2日
  - 殺意の瞬間 ( フランス)
- 8日
  - 空中ぶらんこ( アメリカ合衆国)
  - わんわん物語( アメリカ合衆国)
- 15日
  - ボロ靴交響楽 ( 日本)
  - ロマンス娘 ( 日本)
- 17日
  - 全艦発進せよ( アメリカ合衆国)
- 22日
  - 捜索者( アメリカ合衆国)
- 25日
  - 裏切りの街角( アメリカ合衆国)

### 9月
- 8日
  - 禁断の惑星( アメリカ合衆国)
- 19日
  - 兄とその妹 ( 日本)

### 10月
- 3日
  - 硝煙のユタ荒原( アメリカ合衆国)
  - 上流社会( アメリカ合衆国)
- 10日
  - 太陽に向って走れ( アメリカ合衆国)
- 15日
  - 赤い風船( フランス)
  - 暗黒への転落( アメリカ合衆国)
- 18日
  - 居酒屋( フランス)
- 24日
  - 嵐 ( 日本)
- 26日
  - 王様と私 ( アメリカ合衆国)
- 31日
  - 哀愁の街に霧が降る ( 日本)
  - 飢える魂 ( 日本)
  - 殉愛 ( 日本)
  - 白鯨 ( アメリカ合衆国)

### 11月
- 1日
  - 攻撃 ( アメリカ合衆国)
- 7日
  - ここは静かなり ( 日本)
- 14日
  - 乳母車 ( 日本)
  - 過去をもつ愛情( フランス)
  - 最後の銃撃 ( アメリカ合衆国)
- 21日
  - あなた買います ( 日本)
  - 女競輪王 ( 日本)
  - バス停留所 ( アメリカ合衆国)
- 23日
  - 黒い牡牛 ( アメリカ合衆国)
- 28日
  - 続・飢える魂 ( 日本)

### 12月
- 1日
  - 襲われた幌馬車 ( アメリカ合衆国)
- 7日
  - 風と共に散る ( アメリカ合衆国)
- 12日
  - サザエさん ( 日本)
  - 地底の歌 ( 日本)
  - てんてん娘 ( 日本)
- 13日
  - 原始怪獣ドラゴドン ( メキシコ/ アメリカ合衆国)
- 15日
  - 傷だらけの栄光 ( アメリカ合衆国)
  - 底抜け西部へ行く ( アメリカ合衆国)
- 19日
  - 月蝕 ( 日本)
  - 拳銃を捨てろ ( 日本)
- 22日
  - ジャイアンツ ( アメリカ合衆国)
  - 戦争と平和 ( イタリア/ アメリカ合衆国)
- 26日
  - 恐怖の空中殺人 ( 日本)
- 29日
  - ならず者部隊 ( アメリカ合衆国)